# بوب بويد (لاعب كرة قاعدة)
بوب بويد (بالإنجليزية: Bob Boyd) هو لاعب كرة قاعدة أمريكي، ولد في 1 أكتوبر 1919 في بوتس كامب في الولايات المتحدة، وتوفي في 7 سبتمبر 2004 في ويتشيتا في الولايات المتحدة.

## وصلات خارجية
- بوب بويد على موقعبيزبول رفرنس.كوم (الدوري الرئيسي) (الإنجليزية)